# Водяник, Иван Иванович
Иван Иванович Водяник (укр. Іван Іванович Водяник; род. 1933-2025) — советский и украинский учёный, доктор технических наук (1987), профессор (1989), действительный член (академик) Международной академии аграрного образования (Москва).
Автор более 160 научных работ, в том числе нескольких монографий, а также ряда изобретений.

## Биография
Родился 3 июля 1933 года в селе Винодельное Северо-Кавказского края (ныне город Ипатово, Ставропольский край).

### Образование
В 1956 году с отличием окончил Азово-Черноморский институт механизации сельского хозяйства (ныне Азово-Черноморская государственная аграрно-инженерная академия, город Зерноград Ростовской области), по специальности «Механизация сельского хозяйства», получив квалификацию инженера-механика.
В 1966 году во Всесоюзной академии сельскохозяйственных наук им. В. И. Ленина защитил кандидатскую диссертацию на тему «Исследование сопротивления самопередвижению гусеничного трактора и его составляющей от деформации грунта». В 1985 году в Ленинградском сельскохозяйственном институте (ныне Санкт-Петербургский государственный аграрный университет) защитил докторскую диссертацию на тему «Прикладная теория и методы расчета взаимодействия колес с грунтом». Ученую степень доктора технических наук в области «Технические науки» получил в 1987 году. Ученое звание профессора по кафедре тракторов и автомобилей И. И. Водянику было присвоено в 1989 году.

### Деятельность
По окончании Азово-Черноморского института, в 1956—1960 годах, работал преподавателем, а затем заместителем директора Катекского училища механизации сельского хозяйства в селе Узун-Агач (ныне Узынагаш) Алма-Атинской области Казахской ССР. В 1960—1963 годах обучался в аспирантуре Азово-Черноморского института. В 1963—1968 годах работал в Красноярске сначала преподавателем сельскохозяйственного института (ныне Красноярский государственный аграрный университет), а затем старшим научным сотрудником и руководителем лаборатории в Сибирском филиале ГОСНИТИ Архивная копия от 18 ноября 2019 на Wayback Machine.
В 1968 году И. И. Водяник переехал в Украинскую ССР и в 1968—1987 годах работал доцентом кафедры тракторов и автомобилей Каменец-Подольского сельскохозяйственного института. В 1987—2014 годах — заведующий кафедрой тракторов и автомобилей; в 2014—2017 годах — профессор кафедры тракторов, автомобилей и энергетических средств; С 2017 года по настоящее время — заведующий кафедрой тракторов, автомобилей и энергетических средств этого же вуза, который с 2003 года стал называться Подольский государственный аграрно-технический университет. Преподает дисциплины: «Тракторы и автомобили», «Прикладные компьютерные технологии», «Моделирование технологических процессов и систем». Является членом редакционной коллегии издаваемого вузом «Подольского вестника» — сборника научных трудов Подольского государственного аграрно-технического университета.
Направления научных исследований:
- совершенствование ходовых систем мобильной техники с целью снижения уровня вредного воздействия колес и гусениц на грунт и улучшения тягово-сцепных свойств тракторов;
- совершенствование систем регулирования мощности тракторных дизелей с целью повышения топливной экономичности тракторов при выполнении полевых работ.